# 迪亞高·施華·柏特奧達
迪亞高·施華·柏特奧達 （葡萄牙語：Diego Silva Patriota，1986年8月22日—）簡稱迪亞高，是一位巴西籍職業足球員，司職中場，現時效力澳門甲組足球聯賽球會澳科鄒北記體育會。（已退役）

## 球會生涯
迪亞高在家鄉的累西腓體育會出道，之後于2007年移籍至克羅地亞，并加入該國丙組的Junak Sinj。 后又回歸巴西，加盟博阿维斯塔和Central，2010年，加入到Mixto。2009年，他也為塞尔希培参加过比賽。
他还曾短暫加盟Chã Grande。2011年，加入到森柏奧哥利亞足球會。之後又為Ypiranga出賽，6次為球會出場。然後他加入了Hermann Aichinger，最後搬遷至澳門，加入名門世家加義。
迪亞高在2014年加入鄒北記體育會，出戰2014年澳門甲組足球聯賽。他在2015年成為了聯賽的其中一位神射手。並且當選2015年度「澳門足球先生」。
2018年迪亞高為鄒北記射入24球，并奪得澳門足總盃冠軍。2018年澳門足球先生獎項，儘管鄒北記的迪亞高的網上票數不及彭梓亨，但由於他在佔評分較重的記協投票中獲得較多票數，最後仍以0.27分之差力壓賓菲加的彭梓亨，繼2015年之後，第二度當選「澳門足球先生」。
2019年7月3日，迪亞高個人演出帽子戲法，助球隊最終以3比2反勝橫琴ISC首座蒙地卡羅。
2019年9月23日，迪亞高及青鋒的高美斯一齊奪得「神射手」獎項，兩人於過去一個球季同取得19 個聯賽入球。
2021年11月28日，經過評選委員會（70%）及澳門體育記者協會（30%）投票後，迪亞高當選“澳門足球先生”，繼2015、2018年度後第三度獲得殊榮。

## 榮譽
- 澳門足球先生：2015、2018和2021年
- 澳門足球神射手：2019年
- 澳門足總盃：2018年和2021年
- 澳門甲組足球聯賽：2019年和2021年
- 台中東亞國際城市足球邀請賽神射手：2019年[12]

## 外部連結
- 迪亞高 （页面存档备份，存于） 香港足球總會球員檔案
- Soccerway資料庫：迪亞高·施華·柏特奧達
- #20 Diego Patriota （页面存档备份，存于） Transfermarkt.com